# Kunmadaras
Kunmadaras es un pueblo mayor húngaro perteneciente al distrito de Karcag en el condado de Jász-Nagykun-Szolnok, con una población en 2012 de 5295 habitantes.
Se conoce su existencia desde 1393. En 1811 pasó a ser una localidad de mercado.
Se ubica unos 15 km al noroeste de la capital distrital Karcag, sobre la carretera 34 que une Tiszafüred con Fegyvernek.